# محمد أمين باشا القبرصي
محمد أمين باشا القبرصي (بالتركية: Kıbrıslı Mehmed Emin Paşa)‏ كان الصدر الأعظم للدولة العثمانية في الفترة ما بين 30 مايو 1854 حتى 24 نوفمبر 1854. تولى منصب قبطان باشا البحرية العثمانية. تُوفي في 1881 بمدينة إسطنبول. 

## أنظر أيضا
- قائمة قباطين البحر العثمانيين.
- قائمة الصدور العظام للدولة العثمانية